# آریان آسکارید
آریان آسکارید (فرانسوی: Ariane Ascaride‎؛ زادهٔ ۱۰ اکتبر ۱۹۵۴) هنرپیشه و فیلمنامه‌نویس اهل کشور فرانسه است. وی از سال ۱۹۷۶ میلادی تاکنون مشغول فعالیت بوده‌است. 

## گزیده فیلمشناسی
از فیلم‌هایی که وی در آنها نقش داشته‌است می‌توان به به‌من نگو پسر دیوانه بود، هنر عشق، اعتبار رز و ظرافت اشاره کرد.

## جوایز
- برنده جایزه سزار به عنوان بهترین بازیگر نقش اصلی زن برای فیلم Marius and Jeannette- سال ۱۹۹۸
- دو بار نامزد جایزه سزار شده است.
- برنده جایزه بهترین بازیگر نقش اصلی زن در جشنواره بین‌المللی فیلم والادولید برای بازی در فیلم The Town Is Quiet
- برنده جایزه بهترین بازیگر نقش اصلی زن در جشنواره فیلم رم برای فیلم Le Voyage en Arménie